# Milica Mandić
Milica Mandić (Beograd, 6 december 1991) is een Servisch taekwondoka.
Op de Europese Kampioenschappen in 2012 haalde ze zilver in de 67+kg-klasse.
In 2012 behaalde Mandić een gouden medaille op de Olympische zomerspelen in Londen in de +67kg-klasse. In 2016, in Rio de Janeiro, kwam ze tot de kwartfinale, en bleef ze buiten de medailles.
Op de Olympische Zomerspelen van 2020, die in 2021 in Tokio werden gehouden, pakte ze weer de gouden medaille.
2000: Chen Zhong ·
2004: Chen Zhong ·
2008: María Espinoza ·
2012: Milica Mandić ·
2016: Zheng Shuyin ·
2020: Milica Mandić ·
2024: Althéa Laurin